# Élections régionales de 1990 en Toscane
Les élections régionales de 1990 en Toscane (en italien : Elezioni regionali in Toscana del 1990) se tiennent les 6 et 7 mai 1990 afin d'élire les membres de la Ve législature du conseil régional de Toscane.

## Contexte
Après la dernière élection, le communiste Gianfranco Bartolini est reporté au pouvoir, avec une coalition formée de son parti, du PSI et du PSDI. Ce gouvernement dure jusqu'à la fin de la législature.

## Mode de scrutin
Le conseil régional de Toscane (en italien : Consiglio Regionale della Toscana) est constitué de 50 conseillers élus pour cinq ans au scrutin proportionnel avec vote préférentiel et sans seuil électoral dans 10 circonscriptions plurinominales qui correspondent aux provinces.
Chaque électeur peut exprimer jusqu'à trois votes de préférence sur la liste à laquelle il accorde son suffrage. Les mandats sont ensuite répartis à la proportionnelle d'Hagenbach-Bischoff. Les sièges sont ensuite pourvus par les candidats comptant le plus grand nombre de voix préférentielles.
Les mandats qui n'ont pas été attribués à l'issue du premier décompte et les voix qui n'ont pas été utilisées sont rassemblés au niveau régional et distribués à la proportionnelle de Hare. Ils sont attribués, pour chaque parti, dans les provinces en fonction du ratio entre les votes restants et le total des suffrages exprimés.

### Répartition des sièges
| Provinces     | Sièges | +/-           |
| ------------- | ------ | ------------- |
| Arezzo        | 3      |               |
| Florence      | 21     | 1             |
| Grosseto      | 2      | en stagnation |
| Livourne      | 5      | 1             |
| Lucques       | 5      | en stagnation |
| Massa-Carrara | 3      | en stagnation |
| Pise          | 5      | 1             |
| Pistoia       | 3      | en stagnation |
| Sienne        | 3      | 1             |
| Total         | 50     | en stagnation |

## Principales forces politiques
| Parti | Parti                                                                                   | Idéologie                                                  |
| ----- | --------------------------------------------------------------------------------------- | ---------------------------------------------------------- |
|       | Démocratie chrétienne Democrazia Cristiana                                              | Centre Démocratie chrétienne, antifascisme, anticommunisme |
|       | Parti communiste italien Partito Comunista Italiano                                     | Gauche Communisme, eurocommunisme, marxisme-léninisme      |
|       | Parti socialiste italien Partito Socialista Italiano                                    | Gauche Socialisme, réformisme, marxisme                    |
|       | Parti social-démocrate italien Partito Socialista Democratico Italiano                  | Centre gauche Social-démocratie, socialisme                |
|       | Parti libéral italien Partito Liberale Italiano                                         | Centre droit Libéralisme, libérisme                        |
|       | Mouvement social italien – Droite nationale Movimento Sociale Italiano–Destra Nazionale | Extrême droite Néofascisme, nationalisme, anticommunisme   |
|       | Parti républicain italien Partito Repubblicano Italiano                                 | Centre Républicanisme, mazzinisme                          |

## Résultats

### Voix et sièges
|                        |                                                      |           |       |      |        |               |  |  |  |  |  |  |  |  |
| Parti                  | Parti                                                | Voix      | %     | +/-  | Sièges | +/-           |  |  |  |  |  |  |  |  |
|                        | Parti communiste italien (PCI)                       | 986 513   | 39,81 | 6,41 | 22     | 3             |  |  |  |  |  |  |  |  |
|                        | Démocratie chrétienne (DC)                           | 642 623   | 25,93 | 0,63 | 14     | en stagnation |  |  |  |  |  |  |  |  |
|                        | Parti socialiste italien (PSI)                       | 337 719   | 13,63 | 1,65 | 6      | 1             |  |  |  |  |  |  |  |  |
|                        | Liste commune LV-VA                                  | 93 945    | 3,79  | 2,18 | 2      | 1             |  |  |  |  |  |  |  |  |
|                        | Parti républicain italien (PRI)                      | 85 784    | 3,46  | 0,15 | 1      | en stagnation |  |  |  |  |  |  |  |  |
|                        | Mouvement social italien – Droite nationale (MSI-DN) | 82 295    | 3,32  | 1,30 | 1      | 1             |  |  |  |  |  |  |  |  |
|                        | Chasse, Pêche, Environnement (CPA)                   | 76 202    | 3,07  | 2,65 | 1      | 1             |  |  |  |  |  |  |  |  |
|                        | Parti social-démocrate italien (PSDI)                | 39 863    | 1,61  | 0,10 | 1      | en stagnation |  |  |  |  |  |  |  |  |
|                        | Démocratie prolétarienne (DP)                        | 26 805    | 1,08  | 0,37 | 1      | en stagnation |  |  |  |  |  |  |  |  |
|                        | Parti libéral italien (PLI)                          | 25 872    | 1,04  | 0,09 | 1      | 1             |  |  |  |  |  |  |  |  |
|                        | Anti-prohibitionnistes des drogues (AsD)             | 24 024    | 0,97  | Nv.  | 0      | en stagnation |  |  |  |  |  |  |  |  |
|                        | Progrès vert                                         | 20 692    | 0,83  | Nv.  | 0      | en stagnation |  |  |  |  |  |  |  |  |
|                        | Ligue du Nord-Toscane (LN)                           | 20 657    | 0,83  | Nv.  | 0      | en stagnation |  |  |  |  |  |  |  |  |
|                        | Liste des retraités                                  | 11 753    | 0,47  | Nv.  | 0      | en stagnation |  |  |  |  |  |  |  |  |
|                        | Liste locale                                         | 4 320     | 0,14  | Nv.  | 0      | en stagnation |  |  |  |  |  |  |  |  |
|                        |                                                      |           |       |      |        |               |  |  |  |  |  |  |  |  |
| Suffrages exprimés     | Suffrages exprimés                                   | 2 478 167 | 93,09 |      |        |               |  |  |  |  |  |  |  |  |
| Votes blancs           | Votes blancs                                         | 93 773    | 3,52  |      |        |               |  |  |  |  |  |  |  |  |
| Votes nuls             | Votes nuls                                           | 90 218    | 3,39  |      |        |               |  |  |  |  |  |  |  |  |
| Total                  | Total                                                | 2 662 158 | 100   | -    | 50     | en stagnation |  |  |  |  |  |  |  |  |
| Abstention             | Abstention                                           | 308 219   | 10,38 |      |        |               |  |  |  |  |  |  |  |  |
| Inscrits/Participation | Inscrits/Participation                               | 2 970 377 | 89,62 |      |        |               |  |  |  |  |  |  |  |  |

## Conséquences
Le communiste Marco Marcucci succède à son collègue Gianfranco Bartolini, avec une coalition similaire (PCI, PSI, PSDI). Celui-ci démissionne après deux ans. Vannino Chiti (du PDS, successeur du PCI) le remplace, en conservant la même coalition, mais en ajoutant le PLI. Il gouverne jusqu'à la fin de la législature.